# Estación de Tula
Tula fue una estación de trenes que se encuentra en Tula de Allende, Hidalgo.

## Historia
La estación se edificó sobre la línea de Tula a Pachuca del antiguo Ferrocarril de Tula á Zacualtipán por medio de la concesión número 114. Por decreto del 20 de diciembre de 1889, se aprobó el contrato celebrado por Felipe Berriozábal y Sebastián Camacho para la construcción de dicho ferrocarril. El 6 de junio de 1890 se aprobó otro contrato con los mismos señores, reformando el anterior, consistiendo la principal reforma en que la línea sería de Tula á Pachuca, con facultad de prolongarlo hasta Zacualtipán y Tampico ó Tuxpam. Esta concesión fue traspasada con autorización del gobierno, en favor de la Compañía del Ferrocarril Central Mexicano. El decreto del 17 de diciembre de 1892 aprueba otro contrato con el referido señor Camacho, donde se estipuló que la actual compañía poseedora de la concesión quedaba autorizada para construir una vía férrea que partiendo de la línea de Tula a Pachuca terminara en otra de la vía de San Luis á Tampico, misma que para el 31 de diciembre de 1897 debía estar terminada.